# Инвестиционное страхование жизни
Инвестиционное страхование жизни (ИСЖ) — смешанный инвестиционно-страховой продукт. Сочетает в себе страхование жизни клиента и вложения в финансовые активы (акции, облигации, драгоценные металлы и т. п.). Таким образом, ИСЖ позволяет не только застраховать себя от рисков и убытков, но и получить некоторый доход.
ИСЖ появилось в США в 1970-х годах, затем этот вид страхования обрёл популярность и в Европе. В России ИСЖ развивается с начала 1990-х годов.
Согласно договору ИСЖ, основными страховыми рисками являются дожитие до окончания действия договора страхования и смерть по любой причине. Страховая сумма по этим рискам составляет 100 % страхового взноса плюс инвестиционный доход. Договоры ИСЖ заключаются на срок от трёх лет. Страховой взнос можно выплатить единовременно, а также выплачивать ежемесячно или ежегодно в течение всего срока страхования. В договор ИСЖ могут быть включены и иные страховые риски, такие как смерть в результате несчастного случая, смерть в результате ДТП и тому подобное. Страховые суммы по дополнительным страховым рискам устанавливаются отдельно и обычно превышают основную страховую сумму.
Внесённый клиентом страховой взнос делится на две части: гарантированную и инвестиционную. Гарантированная часть вкладывается в финансовые инструменты с фиксированной доходностью, а инвестиционная — в высокодоходные финансовые инструменты с большим риском. Если рискованные инвестиции себя не оправдали, клиент по истечении срока получит только гарантированную сумму, которая, как правило, не превышает 100 % от внесённых страховых платежей. При реализации дополнительных страховых рисков можно получить дополнительную сумму, обычно также не превышающую 100 % взноса.

## ИСЖ в России
В России во второй половине 2010-х годов объёмы ИСЖ существенно возросли. Так, по данным Банка России, в 2015 году объём страховых премий по ИСЖ составлял 56 млрд руб., в 2016 году — 121 млрд руб., в 2017 году — более 212 млрд руб., в 2018 году — около 300 млрд руб. В 2019 году, впрочем, в сегменте ИСЖ произошёл спад.
Одной из основных причин роста популярности ИСЖ стало снижение ставок по банковским депозитам, связанное со снижением уровня инфляции. Клиенты банков, привыкшие к высокой доходности депозитов, стали выбирать альтернативные инвестиционные продукты, среди которых открытые паевые инвестиционные фонды и продукты ИСЖ. Сыграла роль и политика Центробанка по отзыву лицензий у банков. Оказалось, что лишиться лицензии может даже крупный банк, поэтому размещать на депозите денежную сумму, превышающую покрываемые страховкой 1,4 млн руб., становится рискованно.
Рост объёмов ИСЖ вызван и тем, что банки сами очень заинтересованы в его распространении. Комиссионные вознаграждения, получаемых банками за продажу ИСЖ, значительно выше, чем для иных финансовых продуктов. По словам генерального директора «Сбербанк страхование жизни» Алексея Руденко, «комиссия по ИСЖ существенно зависит от срока, валюты, уровня гарантии и канала продаж и может варьироваться от 2 % до 12 %».
Высокая заинтересованность банков в распространении ИСЖ привело к росту случаев мисселинга — недобросовестной практики продаж, при которой информация об основных условиях договора преднамеренно искажается и утаивается, вследствие чего клиент приобретает не тот продукт, за которым он обратился, а нечто иное. Банк России выявил рост числа обращений граждан, недовольных качеством предоставления услуг ИСЖ: из 52,5 тысяч жалоб более половины касаются мисселинга при продаже полисов ИСЖ. Клиенты недостаточно информировались об особенностях ИСЖ и его рисках, из-за чего у них формировались неверные ожидания относительно данной финансовой услуги. Например, им не сообщалось, что денежные средства, переданные по договору ИСЖ , не входят в систему гарантирования прав застрахованных в государственной корпорации «Агентство по страхованию вкладов». Для пресечения подобной практики 1 апреля 2019 года были введены новые правила, обязывающие банки-агенты и страховщиков раскрывать клиенту основные условия договора и информировать об основных рисках. Некоторые банки ещё раньше полностью отказались от продажи ИСЖ, опасаясь потери лояльности и последующего оттока вкладчиков. Например, представители «Совкомбанка» ещё в апреле 2018 года заявили об исключении ИСЖ из линейки продаваемых продуктов и даже предложили запретить такое страхование. 

Клиент, принося свои деньги в банк и видя знак АСВ, рассчитывает на вклад. Банк — институт для вкладов. Когда средства клиента отправляются в незастрахованные инструменты с неочевидной доходностью, невозможностью забрать деньги без потерь, — рано или поздно жди беды. Разобраться с включенными в продукт сложными индексами и деривативами клиент со 100 тысячами рублей не в состоянии. Ждать три года потока претензий нам не нужно, чтобы понять, что простой человек не может разобраться в продукте.— Сергей Хотимский, «Банки.ру»
В 2021 году Банк России последовательно ужесточал требования к полисам ИСЖ:
- страховщик обязан предусмотреть защиту капитала и обозначить вмененную доходность. Если страховой случай так и не наступит до окончания срока договора, страхователь сможет получить назад свой взнос и минимальные начисленные проценты.
- в случае смерти застрахованного выплаты по полису должны быть не менее двукратного размера страховой премии;
- период охлаждения, в течение которого страхователь может отказаться от страхования и получить страховую премию полностью обратно увеличен до 30 дней (при единовременном страховом взносе) и до 1,5 месяцев (при регулярных страховых взносах);
- полисы начинают действовать с момента уплаты первого взноса;
- страховщика при продаже ИСЖ обязали раскрывать страхователю историческую доходность по полисам за последние три года.

Снижение объёмов ИСЖ в 2019 году, по мнению участников рынка, было в первую очередь связно с неудовлетворённостью страхователей результатами инвестирования ИСЖ. По договорам ИСЖ, завершившимся в 2019 году, средняя доходность была существенно ниже инфляции. Низкая доходность была связана с возникшей в 2018 году волатильностью на российском финансовом рынке. Также на снижении сборов страховщиков сказалось исчерпание базы клиентов ИСЖ. Однако первые признаки разочарования страхователей появились ещё в начале 2018 года — у компании, лидирующей по продажам НСЖ — «Сбербанк страхование жизни» — 75 % застрахованных отказались продлевать полисы по итогам выплат в 2017 году.